# Papa Clemente V
Clemente V, nato Bertrand de Got, de Goth o de Gouth (Villandraut, 1264 – Roquemaure, 20 aprile 1314), è stato il 195º papa, dal 1305 sino alla morte. È ricordato per aver soppresso l'ordine dei Templari (1307) e per aver trasferito la Santa Sede in Francia.

## Biografia
Nativo del Bazadais, in Guascogna, era figlio di Béraud de Got o de Goth e di Ida di Blanquefort. Era anche fratello di Bérard de Got, arcivescovo di Lione, e zio di Raymond de Got, cardinale diacono di Santa Maria Nuova.
A Lione Bertrand fu vicario generale del fratello Bérard, il quale nel 1294 venne nominato cardinale vescovo di Albano. Bertrand era un cappellano di papa Bonifacio VIII, che nel 1297 lo nominò arcivescovo di Bordeaux.

### Il pontificato
Da arcivescovo venne eletto papa il 5 giugno 1305 in un conclave tenutosi a Perugia, dopo ben undici mesi di sede vacante, dovuta sia alle continue ingerenze di Filippo il Bello, sia alle dispute tra cardinali francesi e italiani, che avevano praticamente lo stesso peso all'interno del conclave, e solo dopo che il cardinale Walter Winterbourne eletto nel giorno di Natale 1304 ma improvvisamente ammalatosi, ebbe annunciato il suo rifiuto dell'elezione e abbandonato il conclave.

#### Trasferimento della sede papale in Francia
Invece di ritornare a Roma, che allora era dilaniata dalle lotte tra le diverse fazioni, Clemente V restò in Francia mettendosi praticamente sotto la tutela del re Filippo il Bello. Inizialmente fissò la sua dimora e quella della Curia a Poitiers.
Bertrand non era né italiano né cardinale, e la sua elezione può essere considerata una scelta in direzione della neutralità. Il cronista dell'epoca Giovanni Villani riportò una voce secondo la quale egli si era legato a re Filippo IV di Francia con un accordo formale fatto prima della sua elezione a St. Jean d'Angély in Saintonge. È comunque più probabile che il futuro papa abbia preso accordi col re tramite un intermediario, forse il cardinale Napoleone Orsini, prima della sua elezione. A Bordeaux Bertrand ricevette la notifica formale della sua elezione; ricevette grosse pressioni affinché si recasse in Italia, ma egli scelse invece Lione come luogo della sua incoronazione, che si svolse il 13 novembre 1305 e venne celebrata con magnificenza alla presenza di Filippo. Tra i suoi primi atti ci fu la nomina di nove cardinali francesi.

#### Sotto l'influenza del re di Francia
All'inizio del 1306, Clemente abrogò di fatto molte parti sia della Clericis Laicos sia della Unam Sanctam, le due bolle di Bonifacio VIII che risultavano particolarmente odiose per l'ambizioso re Filippo. Clemente, durante tutto il suo pontificato, agì sempre a stretto contatto con la monarchia francese, segnando un cambiamento radicale nella politica pontificia. Inoltre istituì le annate, tasse sui benefici ecclesiastici delle sedi vescovili a ogni mutamento di titolarità, che dovevano essere versate alla Santa Sede.
Il 13 ottobre 1307 fu ordinato l'arresto di tutti i Cavalieri templari che si trovavano in Francia, un'azione apparentemente dettata da motivi finanziari e intrapresa dall'efficiente burocrazia reale per incrementare il prestigio della corona. Filippo fu l'incoraggiatore di questa mossa spietata, ma anche la reputazione storica di Clemente ne risultò macchiata. Fin dal giorno dell'incoronazione di Clemente, il re aveva accusato i Templari di eresia, immoralità e abusi, e gli scrupoli del papa vennero meno quando si rese conto che il fiorente stato francese poteva non attendere la Chiesa, ma agire indipendentemente. L'ordine dei templari fu definitivamente dichiarato sospeso dagli Stati Generali del 1308 convocati da re Filippo il Bello.
L'8 settembre 1308, con la Bolla papale "Super Specula", istituì lo Studium Generale oggi Università degli Studi di Perugia.
Approfittando della sua influenza sul pontefice, il re di Francia volle processare e far condannare Bonifacio VIII. I legati di Filippo fecero pressione su Clemente per riaprire le accuse di eresia mosse da Guglielmo di Nogaret contro il passato pontefice, che erano circolate nella «guerra di pamphlet» sviluppatasi attorno alla Unam sanctam. Clemente dovette cedere alle pressioni per questo processo straordinario, incominciato il 2 febbraio 1309 ad Avignone e trascinatosi per due anni. Tale processo fu sancito nella riunione degli Stati Generali del 1308. Nel documento che chiamava i testimoni, Clemente espresse il suo personale convincimento che Bonifacio fosse innocente e, allo stesso tempo, la sua determinazione a soddisfare il re. Alla fine, nel febbraio 1311, il re scrisse a Clemente lasciando il processo al futuro Concilio di Vienne. Da parte sua Clemente assolse tutti quelli che avevano preso parte al rapimento di Bonifacio ad Anagni.

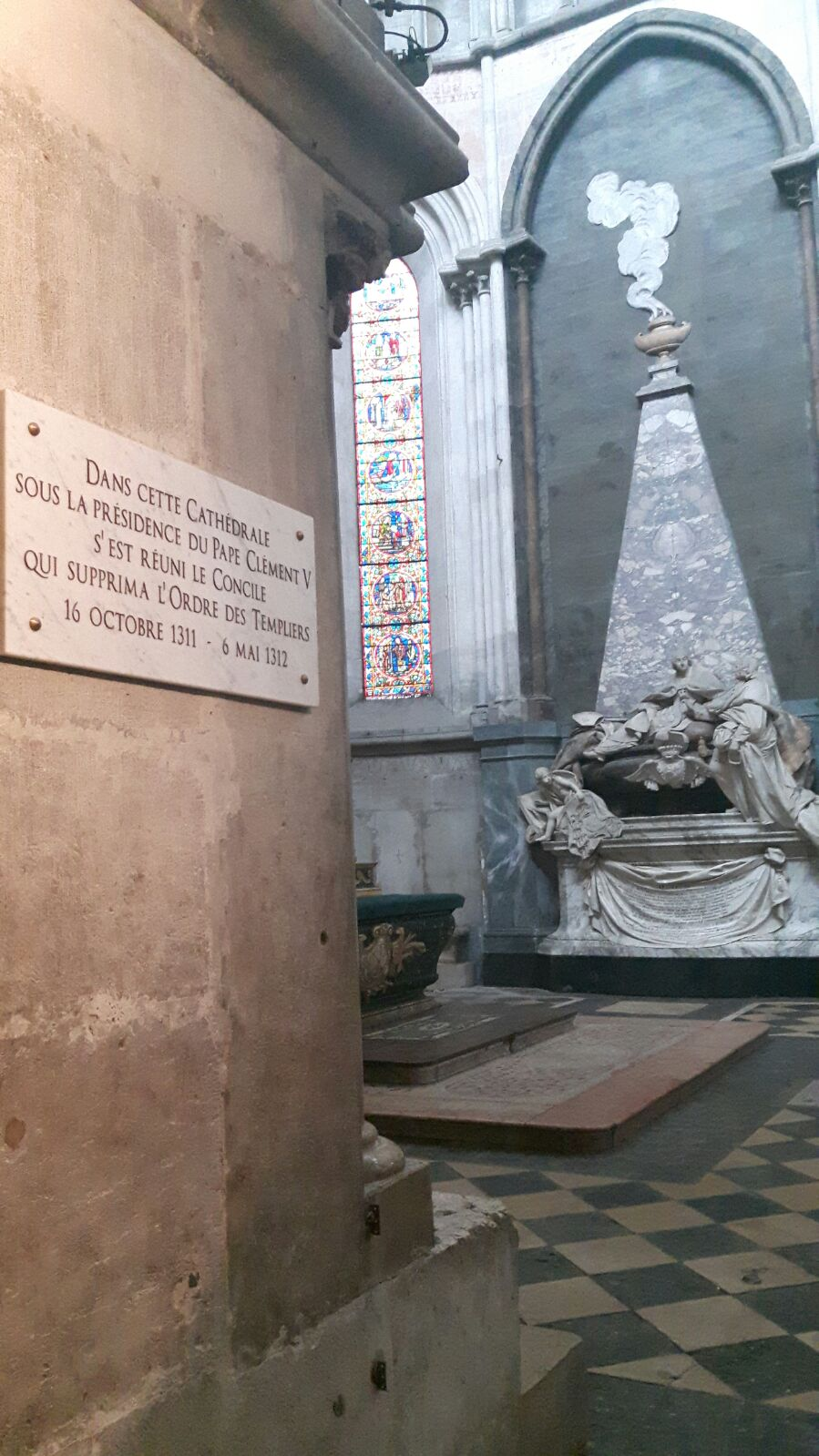
Placca a ricordo della soppressione dell'Ordine dei Templari all'interno della Cattedrale di San Maurizio a Vienne.

Nel perseguimento dei desideri del re, Clemente convocò il Concilio di Vienne del 1311, il quale stabilì che i templari non erano colpevoli di eresia. Il Papa a ogni modo, pur asserendone l'innocenza, sospese l'ordine, in quanto godeva di cattiva reputazione e aveva perso la sua utilità come banchiere pontificio e protettore dei pellegrini a Oriente (bolla Vox in excelso del 3 aprile 1312, approvata unanimemente dai partecipanti al concilio). Le proprietà francesi dell'ordine vennero concesse ai Cavalieri Ospitalieri, ma in realtà Filippo IV le tenne per sé fino alla sua morte, ed espropriò inoltre anche le banche dei Templari.
Il 5 maggio 1313 canonizzò Celestino V, a seguito della sollecitazione da parte di Filippo il Bello e per forte acclamazione del popolo, accelerando in maniera notevole l'iter avviato da Bonifacio VIII. Tuttavia Clemente non lo canonizzò quale martire, come avrebbe voluto Filippo, ma come confessore.

#### La situazione in Italia
Il pontificato di Clemente fu un periodo disastroso per l'Italia. Le province pontificie vennero affidate a un gruppo di tre cardinali, ma Roma, il campo di battaglia dei Colonna e degli Orsini, restò ingovernabile. Nel 1312, l'imperatore Enrico VII entrò in Italia, stabilendo i Visconti come vicari a Milano, e si fece incoronare dai legati di Clemente a Roma, prima di morire nei pressi di Siena nel 1313.
A Ferrara le armate pontificie si scontrarono con la Repubblica di Venezia. Quando la scomunica e l'interdetto non produssero l'effetto atteso, Clemente proclamò una crociata contro i Veneziani, il che è sintomatico di quanto fosse ormai svalutato il portato religioso di quel tipo particolare di campagna militare.
Altri incidenti degni di nota del regno di Clemente furono la sua sanguinosa repressione dell'eresia di Fra' Dolcino in Piemonte e la promulgazione della «Costituzione Clementina» nel 1313.

#### Ultimi anni

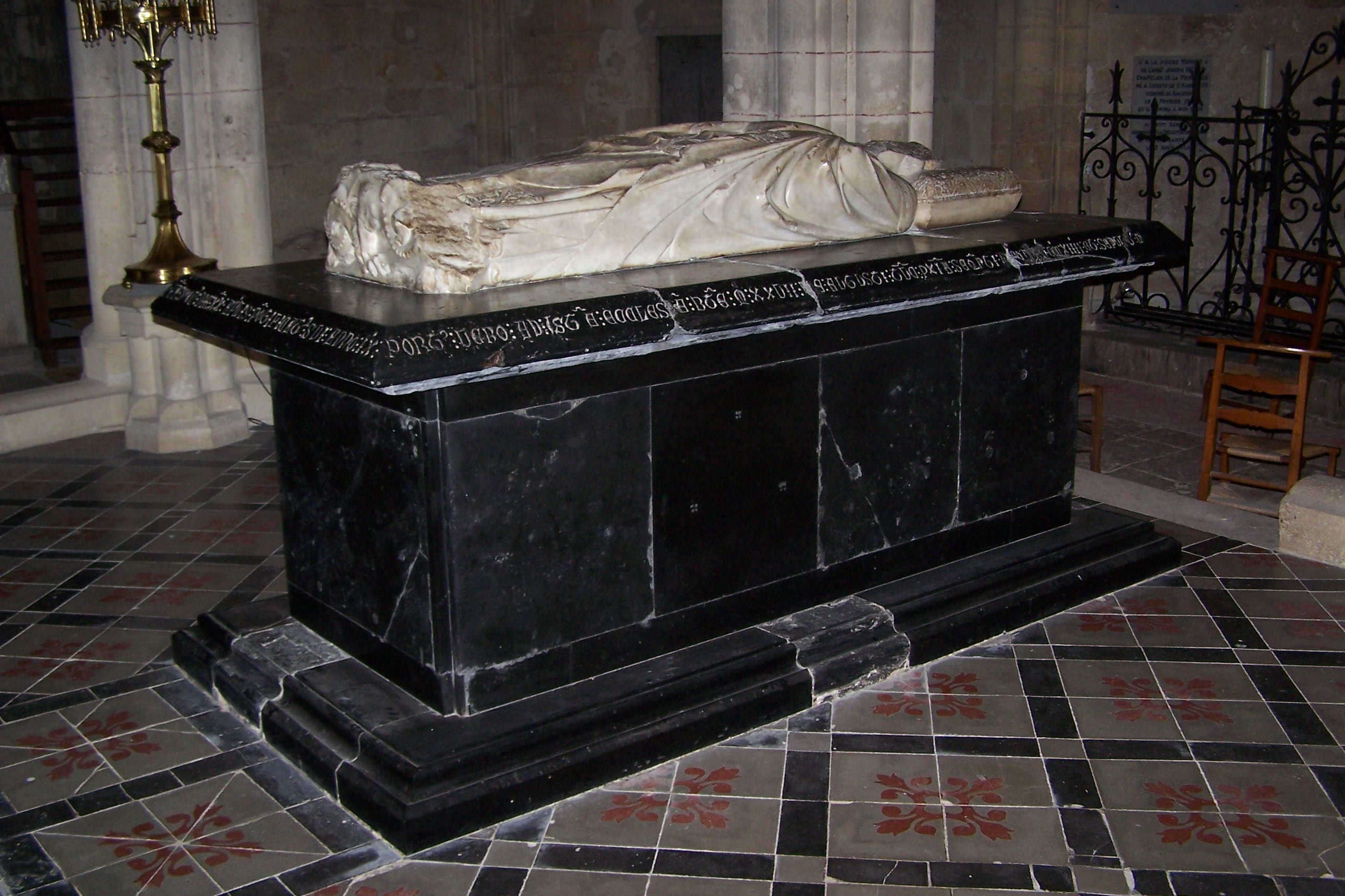
La tomba di Clemente V nella collegiata di Uzeste

Nel 1313, l'intera corte papale si trasferì da Poitiers (dove era rimasta per quattro anni) ad Avignone (in Provenza), ma Clemente V preferì risiedere assieme alla Curia nella cittadina di Carpentras che si trovava nel vicino Contado Venassino, feudo papale e quindi assai meno soggetto alle pressioni del re di Francia alle quali, dopo diversi dissidi, voleva sottrarsi.
Ammalatosi nel 1314 (probabilmente di tumore intestinale) e sentendosi prossimo alla fine, tentò di farsi trasportare dal suo ritiro di Monteux (borgo vicinissimo a Carpentras) a Villandraut, suo paese natale e feudo della sua famiglia in Guascogna. Ma, raggiunto il paese di Roquemaure nel Gard il 5 aprile, non riuscì a proseguire. Riparò nella casa del Cavaliere Guillaume de Ricavi, che lo ospitò ormai morente. Infatti, pochi giorni dopo, il 20 aprile 1314, Clemente V si spense e le sue spoglie furono ricondotte a Carpentras per i funerali solenni. Venne sepolto all'interno della collegiata di Uzeste, in Aquitania, dove si trova tuttora la tomba.
Nel 1316, Giovanni XXII, eletto successore di Clemente V dal lungo Conclave di Lione, portò la sede papale e la Curia ad Avignone, che all'epoca non era parte della Francia, ma un feudo imperiale retto da Federico III d'Aragona, re di Sicilia. Il trasferimento della sede del papato in Provenza venne motivato dagli apologeti francesi dell'epoca con il perdurare dei tumulti di Roma, dove l'antagonismo tra gli aristocratici romani e le loro fazioni armate aveva raggiunto ormai l'apice e la basilica di San Giovanni in Laterano era stata distrutta da un incendio.

#### Concistori per la creazione di nuovi cardinali
Papa Clemente V durante il suo pontificato ha creato 24 cardinali nel corso di 3 distinti concistori.

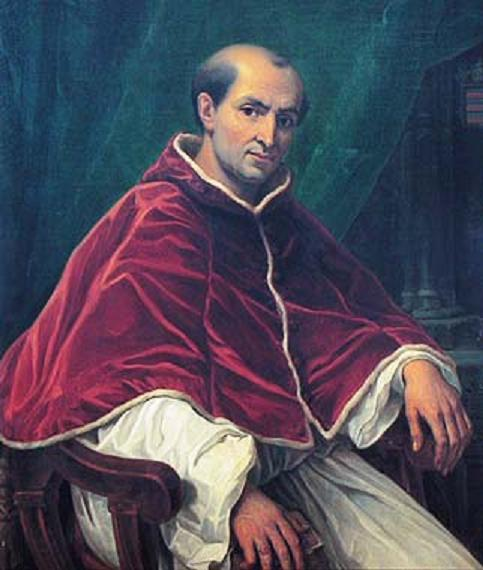
Henri Auguste César Serrure, Ritratto di papa Clemente V (XIX secolo); olio su tela, Palazzo dei Papi, Avignone.

## Clemente V nella storiografia
Il primo Papa ad assumere la tiara fu tutto sommato un pontefice debole. La critica storica moderna ha attenuato in parte il severo giudizio su questo papa, attribuendo la sua debolezza e arrendevolezza ai voleri del re di Francia, al suo pessimo stato di salute che lo tormentò per tutto il suo pontificato fino a culminare nel male che lo attaccò nell'ultimo anno di vita, portandolo alla morte a soli 50 anni.
Anche se viene criticato ingiustamente per la sospensione dell'ordine dei Templari nel suo pontificato, Clemente V dovette arrendersi dietro le minacce del Re francese, di deposizione dal soglio pontificio e della vendita dei beni dei templari, con il consenso di un nuovo pontefice. Al netto delle (difficilmente dimostrabili) accuse di eresia e sodomia, la colpevolezza o l'innocenza dei templari è uno dei problemi storici più difficili, in parte a causa dell'atmosfera di isteria che si era creata nelle generazioni precedenti, del linguaggio intemperato e delle stravaganti accuse reciproche scambiate tra governanti temporali e clero, e in parte perché l'argomento è stato abbracciato da teorici della cospirazione e pseudo-storici.

## Clemente V nella letteratura
Papa Clemente V fu oggetto di notevoli attenzioni da parte di Dante Alighieri, che nella sua Divina Commedia lo cita più volte, in modo tutt'altro che benevolo (lo colloca nell'Inferno):
(Dante Alighieri, Divina Commedia, Inferno, XIX, 83-86)
(Dante Alighieri, Divina Commedia, Paradiso, XVII, 82)
(Dante Alighieri, Divina Commedia, Par., XVIII, 130-136)
(Dante Alighieri, Divina Commedia, Par., XXVII, 58-60)

## Il conclave del 1304-1305
- Giovanni Boccamazza, cardinale-vescovo di Frascati, Decano del Sacro Collegio;
- Teodorico Ranieri, cardinale-vescovo di Palestrina;
- Leonardo Patrasso, cardinale vescovo di Albano;
- Pedro Rodríguez, cardinale vescovo di Sabina;
- Giovanni Minio da Morrovalle, O.F.M., cardinale vescovo di Porto e Santa Rufina;
- Niccolò Alberti, O.P., cardinale vescovo di Ostia e di Velletri;
- Robert de Pontigny, O.Cist., cardinale presbitero di Santa Pudenziana;
- Gentile Partino (o Portino) di Montefiore, O.F.M., cardinale presbitero dei Santi Silvestro e Martino ai Monti;
- Walter Winterbourne, O.P., cardinale presbitero di Santa Sabina;
- Napoleone Orsini, cardinale diacono di Sant'Adriano al Foro;
- Landolfo Brancaccio, cardinale diacono di Sant'Angelo in Pescheria;
- Guglielmo Longhi, cardinale diacono di San Nicola in Carcere Tulliano;
- Francesco Napoleone Orsini, cardinale diacono di Santa Lucia in Orpha (Silice);
- Francesco Caetani, cardinale diacono di Santa Maria in Cosmedin
- Luca Fieschi dei conti di Lavagna, cardinale diacono di Santa Maria in Via Lata.

## Successione apostolica
La successione apostolica è:
- Arcivescovo Heinrich von Virneburg (1305)
- Cardinale Arnaud de Faugères (1308)
- Arcivescovo Balduin von Luxembourg (1308)
- Arcivescovo Burkhard I von Mansfeld-Schrapglau (1308)
- Arcivescovo Guillermo de Rocaberti (1309)
- Vescovo Guglielmo Bianchi, O.S.B. (1309)
- Vescovo Arnaldo de Puyana (1310)
- Arcivescovo Tommaso di Otranto (1310)
- Vescovo Pietro da Firenze, O.F.M. (1311)
- Vescovo Tommaso, O.F.M. (1311)
- Vescovo Girolamo Catalano, O.F.M. (1311)
- Arcivescovo Gaillard de Faugères (1311)
- Arcivescovo Weichardo de Pollheim (1312)
- Vescovo Guido Tarlati (1312)
- Arcivescovo Stefano di Tebe (1312)